# Panni (Motorroller)
Panni ist eine ungarische Motorrollermarke, die 1959–1962 von Csepel in Budapest gefertigt wurde.
Aus der Marke Csepel entstand 1954 die Motorradmarke Pannonia. Der Markenname Panni wurde für die kleinen Motorroller mit 48 cm³-Zweitaktmotor verwendet, die neben den größeren Motorrädern gebaut wurden.